# Termitomyces mammiformis
Termitomyces mammiformis är en svampart som beskrevs av R. Heim 1942. Termitomyces mammiformis ingår i släktet Termitomyces och familjen Lyophyllaceae.   Inga underarter finns listade i Catalogue of Life.